# Yves Peyré
Pour les articles homonymes, voir Peyre.
Yves Peyré, né le 3 mars 1952, est un écrivain et bibliothécaire français.

## Parcours

### Bibliothécaire
Élève de l'École nationale supérieure des bibliothécaires (ENSSIB), Yves Peyré devient conservateur des bibliothèques. Après avoir longtemps dirigé la bibliothèque littéraire Jacques-Doucet (BLJD), il a été directeur de la bibliothèque Sainte-Geneviève (2006-2015).
Son action a été contestée lors de la vente René Char, en décembre 2007, puisque la compagne du poète avait proposé des documents en don avant de finalement les mettre en vente, dénonçant le manque de réaction de la BLJD. Il est également cité dans l'affaire de la succession d'Emil Cioran.

### Écrivain
Yves Peyré a publié des poèmes. Il a aussi écrit sur l'œuvre d'artistes, parfois en collaboration - comme En appel de visages (Verdier, 1983), livre de textes en relation avec des dessins d'Henri Michaux.
Il a longtemps fait vivre une revue littéraire, L’Ire des vents.

## Œuvre
- En appel de visages, Lagrasse : Verdier, 1983 (dessins d'Henri Michaux)
- Décisive pliure du ciel, Châteauroux : L'Ire des vents, 1984 (lith. d'Henri Michaux)
- Le Lointain foyer du jour, Montpellier : Fata morgana, 1984 (ill. de Pierre Tal Coat)
- Une main tendue dans le vide, Losne : T. Bouchard, 1985
- Tacite Reconduction de soi, Châteauroux : L'Ire des vents, 1986 (frontispice de Zoran Mušič)
- À l'orée d'un soleil, Saint-Benoît-du-Sault : Tarabuste, 1987
- Par-delà vents et rien, Cognac : Le temps qu'il fait, 1987
- Venise réfléchie, Montpellier : Éd. du Limon, 1988
- La Bibliothèque de Belmont, Seyssel : Champ vallon, 1989
- Rêve de traverse, Vincennes : J.-C. Pichon (17 lithographies de Michel Haas)
- À même les voix du jour, Seyssel : Champ vallon, 1990
- Fautrier ou les Outrages de l'impossible, Paris : Éd. du Regard, 1990
- De vive lumière ou d'agonie, Saucats : Opales, 1991
- L'Espace de l'immédiat : Francis Bacon, Caen : l'Échoppe, 1991
- L'Évidence de la nuit, Genève : J.T. Quentin, 1991 (aquatintes de Zao Wou-Ki)
- Le Voyageur et les méandres du rêve, Cognac : le Temps qu'il fait, 1991
- L'Évidence de la nuit, Paris : Deyrolle, 1992
- Les Leçons de la lumière : Joseph Sima, Paris : l'Échoppe, 1992
- La Distance essentielle, Louchats : Opales, 1993
- D'un accès de vision : Bram Van Velde, Paris : l'Échoppe, 1994
- Récit d'une simple saison, Paris : Mercure de France, 1995
- Les Contours de l'indiscernable, Paris : B. Dorny, 1996 (collages originaux de Bertrand Dorny)
- Chronique de la neige, Paris : Galilée, 1997 (dessins de Pierre Alechinsky)
- Dans l'attraction des légendes, Bordeaux : Opales, 1997
- À hauteur d'oubli : André Du Bouchet, Paris : Galilée, 1999
- Henri Michaux, permanence de l'ailleurs, Paris : J. Corti, 1999
- Approfondissement, Paris : Dorny, 2000 (collages originaux de Bertrand Dorny)
- Lieux dits et moments, Saint-Benoît-du-Sault : Tarabuste, 2000 (photogr. de Djamel Meskache)
- Argument ferroviaire, Villeurbanne : Urdla, 2001 (lithogr. de Christine Crozat)
- Peinture et poésie, le dialogue par le livre, 1874-2000, Paris : Gallimard, 2001
- Mythologies, Cléry : Jean-Jacques Sergent, 2001 (avec des photographies de Claude Simon).
- Pierre Tal Coat, terres levées en ciels, Paris : Galerie Berthet-Aittouarès
- L'Horizon du monde, Saint-Clément-de-Rivière : Fata Morgana, 2003 (ill. par Jean Capdeville)
- Matière d'une ville, Cléry-Saint-André : Jean-Jacques Sergent, 2003 (gravure et conception de Bertrand Dorny)
- Art Deco bookbindings. The work of Pierre Legrain and Rose Adler, New York : Princeton Architectural, 2004
- Le Rêve de l'architecture, Paris : Éd. R. et L. Dutrou, 2004 (lithogr. originales de Bernard Dorny)
- Complicité du divers, Saint-Clément : Fata Morgana, 2005 (ill. par Jean-Marc Scanreigh)
- La Vigilance du jour, Vernon : Manière noire, 2008
- Pierre Alechinsky ou la Pluralité du geste, Besançon : Éd. Virgile, 2008
- L'Irréalité du fait, Saint-Benoît-du-Sault : Tarabuste, 2008
- Plus ou moins de réel, Laon : La Porte, 2010
- La bibliothèque Sainte-Geneviève : À travers les siècles, Gallimard, coll. « Découvertes Gallimard/Histoire » (no 572), 2011
- Histoire de la reliure de création, Editions Faton, 2015
- Francis Bacon ou la mesure de l'excès, Gallimard, 2019
- Vertige du surréalisme : art et littérature, Gallimard, 2024